# Plettenberg Bay
Plettenberg Bay (Plettenbergbaai en afrikaans) surnommée Plet ou Plett est une station balnéaire d'Afrique du Sud, chef-lieu de la municipalité locale de Bitou, située dans la province du Cap occidental en Afrique du Sud. À l'origine, la baie de Plettenberg porta le nom de Bahia Formosa (la baie magnifique) nommée ainsi par les premiers explorateurs portugais.
Plett se situe sur la Garden Route à 210 km à l'ouest de Port Elizabeth et à 600 km à l'est du Cap.
Du fait de son climat et de ses infrastructures, la ville est une destination privilégiée pour les vacances des sud-africains. De ce fait, son économie repose principalement sur le tourisme.

## Démographie
Selon le recensement de 2011, la ville de Plettenberg Bay compte 6 475 habitants, majoritairement blancs (77,93 %). Les populations noires représentent 14,73 % des administrés.
La zone urbaine de Plettenberg Bay compte 31 804 habitants (60,3 % de Noirs, 21,6 % de Coloureds et 16 % de Blancs). Marquée par la ségrégation raciale, cette agglomération comprend, outre Plettenberg Bay, les townships et quartiers de Kwanokuthula (14 016 habitants, 94,93 % de Noirs, 0,08 % de Blancs), Kranshoek (5 597 habitants, 53 % de Coloured, 0,48 % de Blancs), New Horizons (9 869 habitants, 61,91 % de Coloureds) et Bossiesgerf (1 444 habitants, 92,38 % de Noirs). Ces quartiers ne sont pas incorporés administrativement dans la ville de Plettenberg Bay mais gérés chacun directement par la municipalité de Bitou.

## Historique

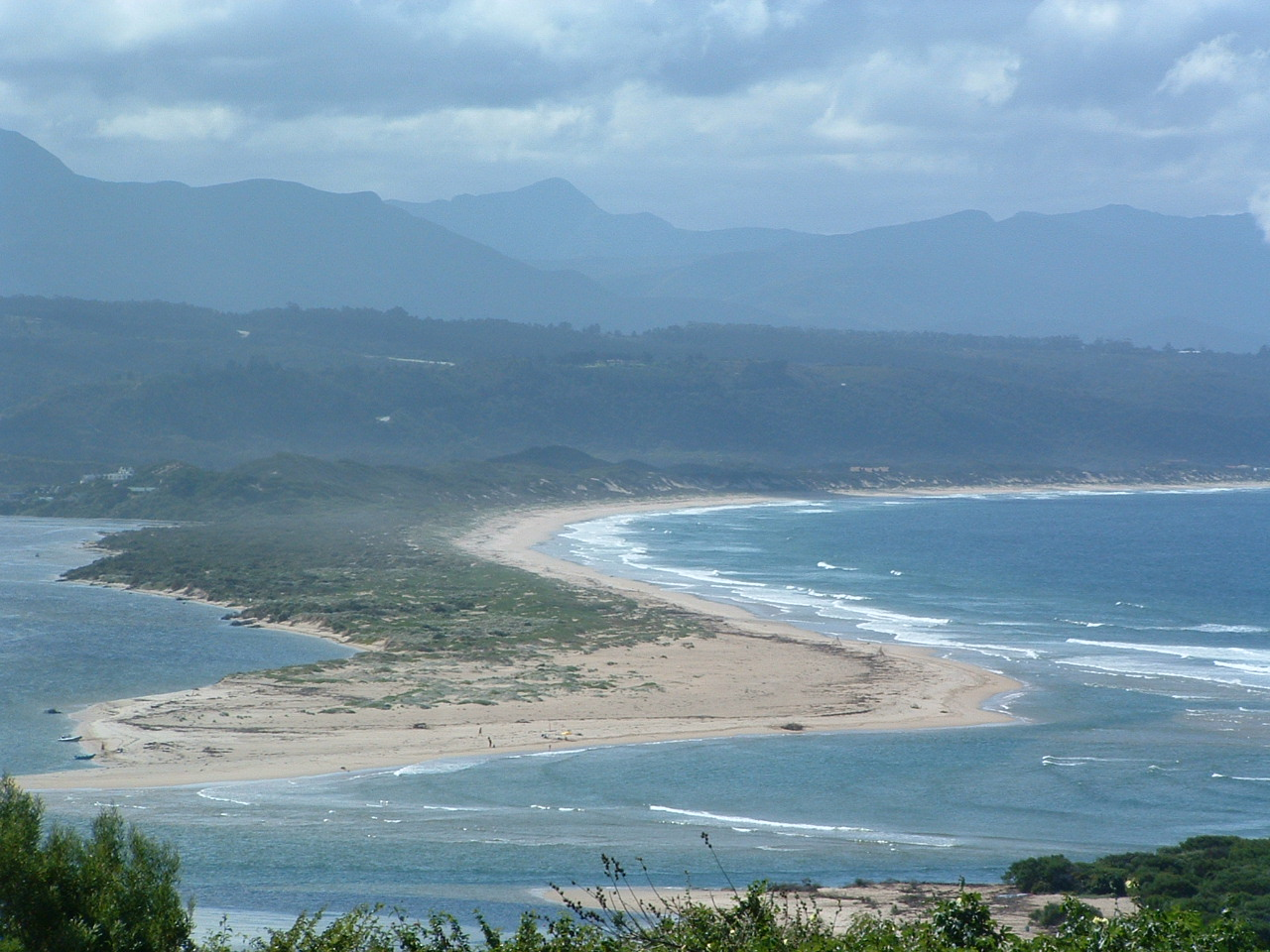
Embouchure de la Keurboom's River.

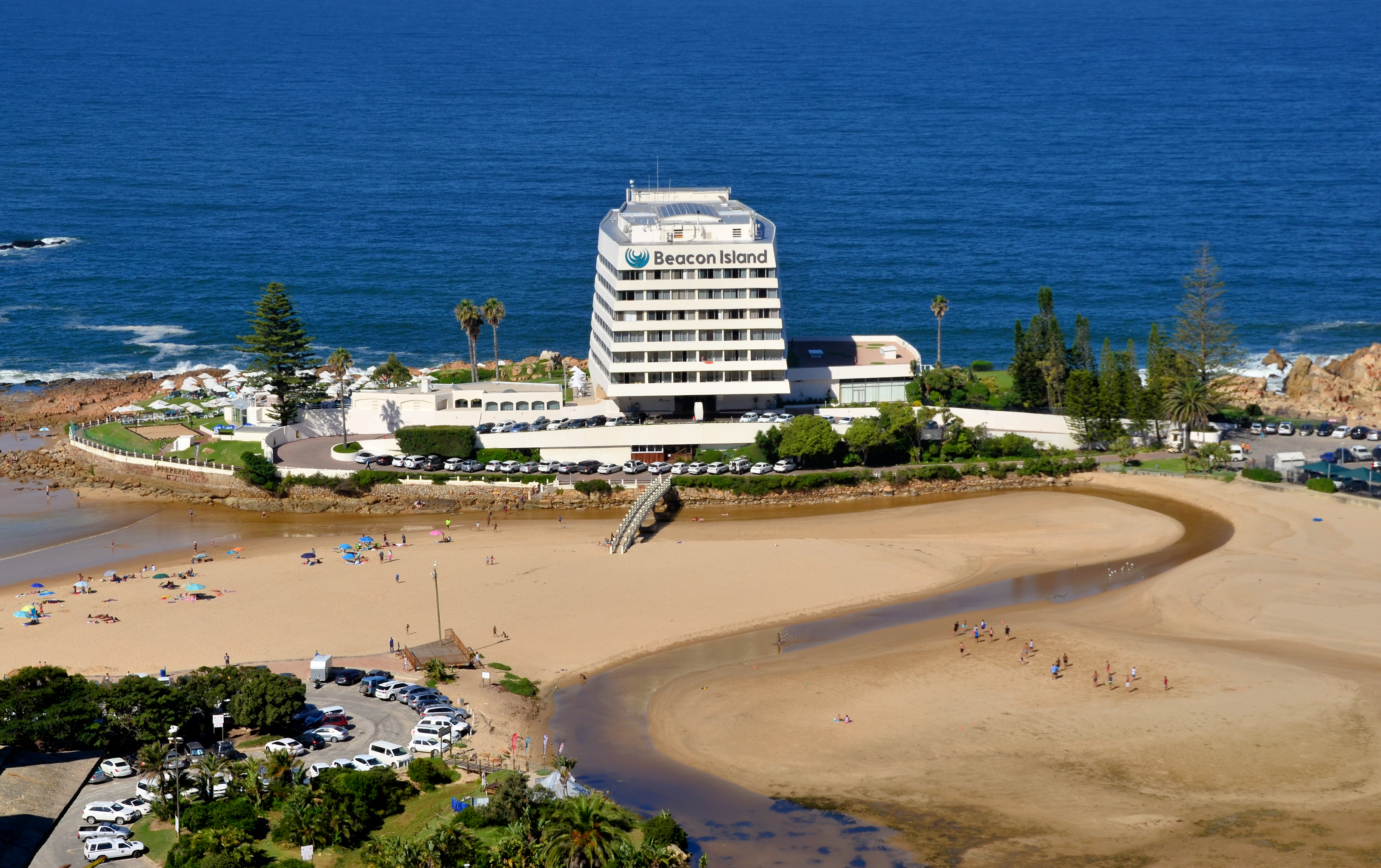
L’hôtel de Beacon Island construit en 1972.

Les premiers habitants de la région vécurent à l'ère Mésolithique et furent suivis des siècles plus tard par les ancêtres des Khoïsan.
La baie fut découverte et explorée par les Portugais dès la fin du XVe siècle. Bartolomeu Dias y accosta en 1487. Il fut suivi 19 ans plus tard par Manuel da Perestrello qui la baptisa Bahia Formosa.
En 1630, une centaine de rescapés du naufrage du San Gonzales, un navire sous pavillon portugais, séjourna sur les lieux pendant neuf mois.
En 1763, les premiers Blancs commencèrent à s'établir dans la région. Il s'agissait alors des fermiers et des chasseurs de la colonie du Cap.
Une balise de navigation est érigée sur l'île Beacon en 1771 puis en 1776, une caserne de la Compagnie des Indes néerlandaises est construite. En 1779, le gouverneur du Cap, le baron Joachim van Plettenberg rebaptise bahia Formosa du nom de Plettenberg Bay.
La ville devient au XXe siècle un centre de villégiature et une station balnéaire très prisée.

## Tourisme

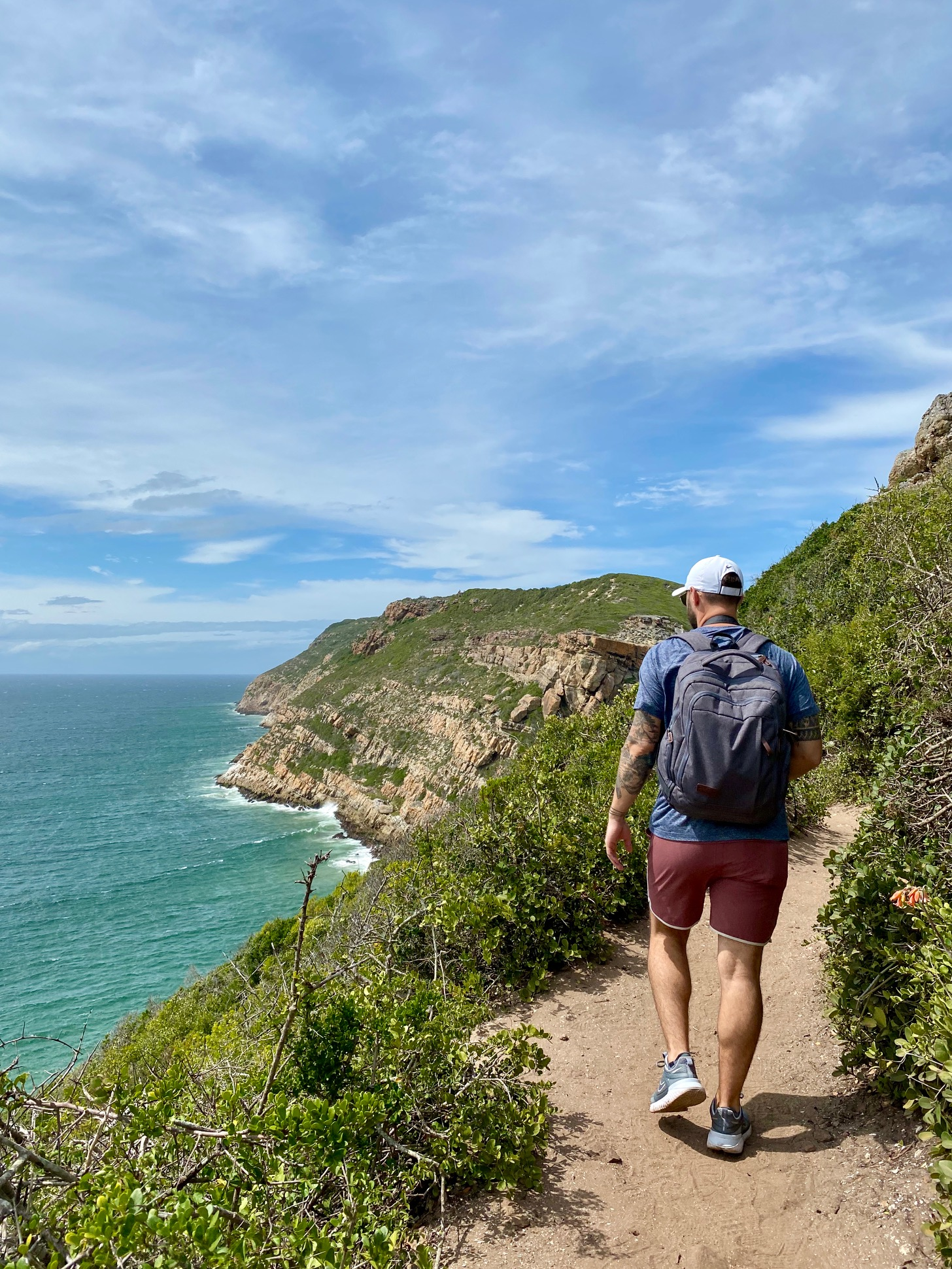
Sentier de randonnée à Robberg.

Plett est située sur la route jardin, non loin de Knysna, de George, de Nature's Valley et de Jeffreys Bay. Elle dispose de réserves d'oiseaux et de singes ainsi que de 15 km de plages de sable fin situées entre Keurboomstrand et la péninsule de Robberg, entrecoupée par l'embouchure d'une rivière et par une île. Elle est le quai d'embarcadère pour les excursions en mer à la découverte des baleines et des dauphins.

### Plages
Plett dispose de plusieurs plages de sable blanc : Robberg Beach, Central Beach (sur l'île Beacon), Lookout Beach et Keurboomstrand.